# Šahovska olimpijada 1974.
21. Šahovska olimpijada održana je 1974. u Francuskoj. Grad domaćin bila je Nica.

## Poredak osvajača odličja
| Mj. | Država      | Bodova | Igrači |
| --- | ----------- | ------ | ------ |
| 1.  | SSSR        | 46,0   |        |
| 2.  | Jugoslavija | 37,5   |        |
| 3.  | SAD         | 36,5   |        |

| Pobjednici            |
| --------------------- |
| SSSR Dvanaesti naslov |